# Fairchild Semiconductor
Fairchild Semiconductor International, Inc. — американська компанія, яка 1959 року вперше у світі створила інтегральну схему для масового виробництва; була однією з ключових фірм Кремнієвої долини в 1960-х роках. Заснована 1957 року як Fairchild Camera and Instrument (NYSE символ — FCI). Після перебування у складі Schlumberger, а потім National Semiconductor, 1997 року Fairchild знову виділилась як незалежна.

## Історія

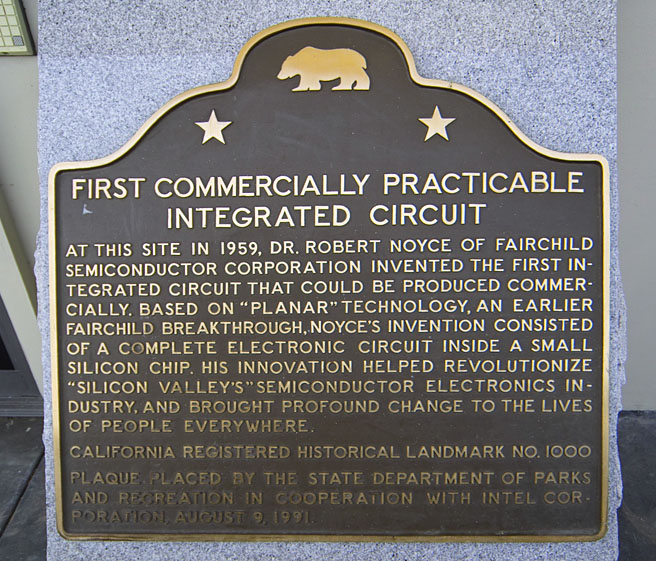
Історична дошка на будівлі Fairchild, де «зрадницька вісімка» відкрила свою крамницю

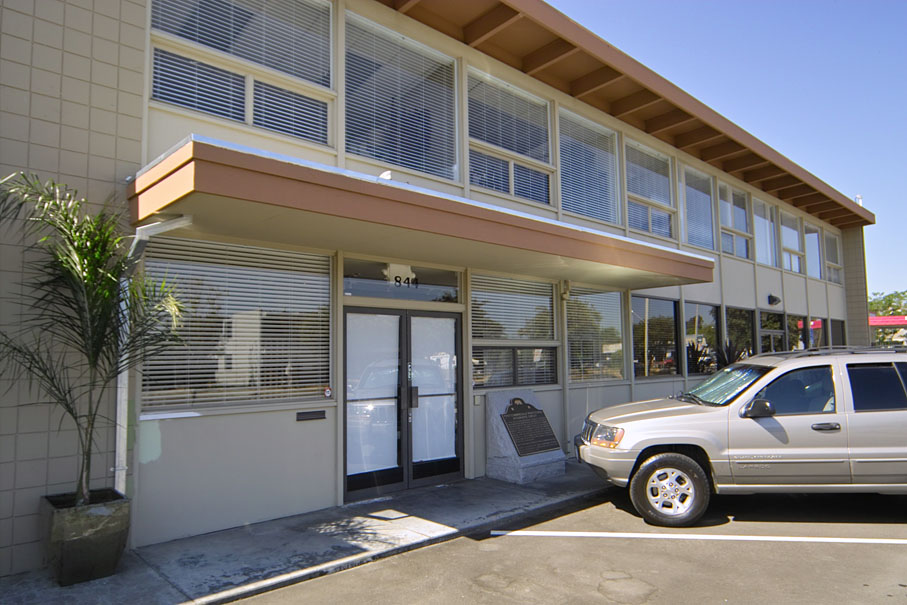
Будинок на Charleston Road 844, Пало-Альто, Каліфорнія, в якому винайшли першу у світі мікросхему, придатну для комерційного застосування

1956-го року Вільям Шоклі заснував Shockley Semiconductor Laboratory як підрозділ Beckman Instruments у Маунтін-В'ю, Каліфорнія; він планував опрацьовувати «4-шаровий діод», який мав бути швидшим тодішніх транзисторів. У вересні 1957 року через конфлікт із Шоклі вісім молодих співробітників звільнилися з його компанії. Ця «зрадницька вісімка» організувала нову компанію, Fairchild Semiconductor, для роботи з кремнієвими транзисторами. Цією «вісімкою» були: Джуліус Бланк, Віктор Ґрініч, Jean Hoerni, Юджин Кляйнер, Джей Ласт, Гордон Мур, Роберт Нойс і Шелдон Робертс.
У 1958 році двоє учених, що жили в абсолютно різних місцях, винайшли практично ідентичну модель інтегральної схеми. Один з них, Джек Кілбі, працював на Texas Instruments, інший, Роберт Нойс, був одним із засновників Fairchild Semiconductor. Обох об'єднало питання: «Як в мінімум місця вмістити максимум компонентів?». Транзистори, резистори, конденсатори та інші деталі у той час розміщувалися на платах окремо, і вчені вирішили спробувати їх об'єднати на одному монолітному кристалі з напівпровідникового матеріалу. Тільки Кілбі скористався германієм, а Нойс віддав перевагу кремнію. У 1959 році вони окремо один від одного отримали патенти на свої винаходи — почалося протистояння двох компаній, яке закінчилося мирним договором і створенням спільної ліцензії на виробництво чипів. Після того, як в 1961 році Fairchild Semiconductor Corporation пустила інтегральні схеми у вільний продаж, їх відразу стали використовувати у виробництві калькуляторів і комп'ютерів замість окремих транзисторів, що дозволило значно зменшити розмір і збільшити продуктивність.
В 1963 Fairchild запросила Роберта Відлара сконструювати операційний підсилювач. Спільна праця привела до появи µA702 і µA709.
В 1968 Fairchild представила операційний підсилювач µA741, який став найпопулярнішим на багато років.
В 1968 Роберт Нойс і Гордон Мур звільнились і заснували Intel. На той час в Fairchild залишилось мало талановитих учених та інженерів.
В 1970-х роках Fairchild Semiconductor випустила 8-бітний процесор Fairchild F8, але він не був комерційно успішним. Компанія поступово перетворювалась на виробника спеціальної електроніки для ВПК.
В 1979 нафтосервісна компанія Schlumberger поглинула Fairchild Camera and Instrument разом з її дочірньою компанією, Fairchild Semiconductor. В 1987 National Semiconductor купила Fairchild Semiconductor у Schlumberger.
Fairchild Semiconductor знову стала незалежною компанією в 1997. Основна продукція — інтегральні схеми регулювання живлення.
В квітні 2011 Fairchild Semiconductor приєднала TranSiC, фірму, яка спеціалізується на карбід-кремнієвих потужних транзисторах.

## Відомі співробітники
- Роберт Нойс
- Гордон Мур
- Роберт Відлар
- Джеррі Сандерс
- Едвін Терні